# 파이썬애니웨어
파이썬애니웨어(PythonAnywhere)는 파이썬 프로그래밍 언어 기반의 웹 호스팅 서비스(서비스형 플랫폼)이자 온라인 통합 개발 환경이다. 2012년에 Giles Thomas와 Robert Smithson이 설립했으며 서버 기반의 파이썬과 Bash 명령 줄 인터페이스에 대한 브라우저 내 접근을 제공하며 구문 강조 기능을 지원하는 코드 편집기가 포함되어 있다. 프로그램 파일들은 사용자의 브라우저를 사용하여 서비스로 전송될 수 있다. 서비스에 의해 호스팅되는 웹 애플리케이션들은 웹 서버 게이트웨이 인터페이스(WSGI) 기반 애플리케이션 프레임워크를 사용하여 개발할 수 있다.